# 문의제
문의제(文儀濟, 1975년 2월 10일~)는 대한민국의 레슬링 선수, 지도자이다. 2000년 하계 올림픽 남자 자유형 웰터급에서 은메달을 획득했고, 2004년 하계 올림픽 남자 자유형 미들급에서 은메달을 획득했다. 그는 2000년 올림픽 당시 준결승에서 패배한 후 동메달을 획득했으나 금메달리스트였던 독일의 알렉산더 라이폴트가 도핑 위반으로 실격 처리된 후 그의 동메달은 은메달로 승격되었다. 그는 1998년과 2001년 세계 선수권 대회에서 준우승을 차지했으며, 1998년과 2002년 아시안 게임에서 금메달을 획득했다.

## 수상

### 수훈
- 체육훈장 맹호장(2024년 11월 12일)